# Molière du meilleur spectacle comique

## Palmarès

### Molière du spectacle comique
- 1988 : Zouc au Bataclan
  - Les Petits Pas de et mise en scène Jérôme Deschamps et Macha Makeïeff, théâtre des Bouffes du Nord
  - Double Mixte de Ray Cooney, mise en scène Pierre Mondy, théâtre de la Michodière
  - C'est encore mieux l'après-midi de Ray Cooney, mise en scène Pierre Mondy, théâtre des Variétés

- 1989 : La Présidente de Maurice Hennequin et Pierre Veber, mise en scène Pierre Mondy, théâtre des Variétés
  - C'est dimanche de et mise en scène Jérôme Deschamps et Macha Makeïeff, Centre Georges-Pompidou
  - Drôle de couple de Neil Simon, mise en scène Jean-Luc Moreau, théâtre Saint-Georges
  - Voltaire's folies d'après Voltaire, mise en scène Jean-François Prévand, Comédie de Paris

- 1990 : Lapin chasseur de Jérôme Deschamps et Macha Makeïeff, théâtre de Chaillot
  - Les Palmes de Monsieur Schutz de Jean-Noël Fenwick, mise en scène Gérard Caillaud, théâtre des Mathurins
  - Lapin chasseur de et mise en scène Jérôme Deschamps et Macha Makeïeff, théâtre national de Chaillot
  - Et moi et moi ! de Maria Pacôme, mise en scène Jean-Luc Moreau, théâtre Saint-Georges
  - Voltaires folies d'après Voltaire, mise en scène Jean-François Prévand, Comédie de Paris

- 1991 : Les Inconnus, mise en scène Jacques Décombe, Théâtre de Paris
  - Les Frères Zénith de et mise en scène Jérôme Deschamps et Macha Makeïeff, Théâtre national de Chaillot
  - 3 Partout de Ray Cooney et Tony Hilton, mise en scène Pierre Mondy, Théâtre des Variétés
  - La Dame de chez Maxim de Georges Feydeau, mise en scène Bernard Murat, Théâtre Marigny
  - Rumeurs (en) de Neil Simon, mise en scène Pierre Mondy, Théâtre du Palais Royal

- 1992 : Cuisine et dépendances, mise en scène de Stephan Meldegg, Théâtre La Bruyère
  - 3 Partout de Ray Cooney et Tony Hilton, mise en scène Pierre Mondy, Théâtre des Variétés
  - Sans rancune de Sam Bobrick et Ron Clark, mise en scène Pierre Mondy, Théâtre du Palais Royal
  - La Dame de chez Maxim de Georges Feydeau, mise en scène Bernard Murat, Théâtre Marigny

- 1993 : Les Pieds dans l’eau, de et mise en scène Jérôme Deschamps et Macha Makeïeff, Grande Halle de la Villette
  - L'Amour foot de Robert Lamoureux, mise en scène Francis Joffo, Théâtre Antoine
  - Une aspirine pour deux de Woody Allen, mise en scène Francis Perrin, Théâtre Saint-Georges
  - Les Aviateurs de Farid Chopel et Ged Marlon, Théâtre Michel

- 1994 : Quisaitout et Grobêta de Coline Serreau, mise en scène de Benno Besson, Théâtre de la Porte-Saint-Martin
  - La Si Jolie Vie de Sylvie Joly de Sylvie Joly, Théâtre Déjazet
  - Le Dîner de cons de Francis Veber, mise en scène Pierre Mondy, Théâtre des Variétés
  - Alex Métayer à l'Opéra-Comique

- 1995 : Un air de famille de Jean-Pierre Bacri et Agnès Jaoui, mise en scène de Stephan Meldegg, Théâtre de la Renaissance
  - Brèves de comptoir de Jean-Marie Gourio, mise en scène Jean-Michel Ribes, Théâtre Tristan Bernard
  - Pierre Dac, mon maître soixante trois de Pierre Dac, mise en scène Jérôme Savary, Théâtre national de Chaillot, Théâtre Antoine
  - Le Dîner de cons de Francis Veber, mise en scène Pierre Mondy, Théâtre des Variétés

- 1996 : C’est Magnifique, de et mise en scène Jérôme Deschamps et Macha Makeïeff, Théâtre de Nîmes
  - Un grand cri d'amour de Josiane Balasko, mise en scène de l'auteur, Théâtre de la Michodière
  - Oscar de Claude Magnier, mise en scène Pierre Mondy, Théâtre des Variétés
  - Lapin lapin de Coline Serreau; mise en scène Benno Besson, Théâtre de la Porte-Saint-Martin, Centre national de création d'Orléans

- 1997 : Accalmies passagères de Xavier Daugreilh, mise en scène Alain Sachs, au Théâtre La Bruyère
  - Un grand cri d'amour de Josiane Balasko, mise en scène de l'auteur, Théâtre de la Michodière
  - La Puce à l'oreille de Georges Feydeau, mise en scène Bernard Murat, Théâtre des Variétés
  - Si je peux me permettre de Robert Lamoureux, mise en scène Francis Joffo, Théâtre des Nouveautés
  - Temps variable en soirée d'Alan Ayckbourn, mise en scène Stéphan Meldegg, Théâtre de la Renaissance

- 1998 : André le Magnifique, écrite et mise en scène par Isabelle Candelier, Loïc Houdré, Patrick Ligardes, Denis Podalydès, Michel Vuillermoz, Maison de la Culture de Bourges
  - Popcorn de Ben Elton, mise en scène Stéphan Meldegg, Théâtre La Bruyère
  - Robin des bois d'à peu près Alexandre Dumas de Pierre-François Martin-Laval et Marina Foïs, mise en scène Pierre-François Martin-Laval et Isabelle Nanty, Théâtre de la Gaîté Montparnasse
  - Espèces Menacées de Ray Cooney, mise en scène Éric Civanyan, Théâtre de la Michodière
  - Les Lavandiers d'Alain Cauchi, mise en scène Alain Cauchi et Jean Valière, Théâtre Essaïon, Splendid Saint-Martin

- 1999 : Après la pluie de Sergi Belbel, mise en scène de Marion Bierry, théâtre de Poche Montparnasse
  - Le Frigo et La Femme assise de Copi, mise en scène Alfredo Arias, théâtre national de Chaillot
  - Pour la galerie de Claude d'Anna et Laure Bonin, mise en scène Stéphan Meldegg, théâtre de l'Œuvre
  - Le Bel Air de Londres de Dion Boucicault, mise en scène Adrian Brine, théâtre de la Porte Saint Martin
  - Espèces Menacées de Ray Cooney, mise en scène Éric Civanyan, théâtre de la Michodière

- 2000 : Mort accidentelle d’un anarchiste de Dario Fo, mise en scène Jacques Échantillon, Théâtre La Bruyère
  - Les Nouvelles Brèves de comptoir de Jean-Marie Gourio, mise en scène Jean-Michel Ribes, Théâtre Fontaine
  - Jacques et Mylène de Gabor Rassov, mise en scène Pierre Pradinas, Théâtre de la Gaîté Montparnasse
  - Un fil à la patte de Georges Feydeau, mise en scène Alain Sachs, Théâtre de la Porte-Saint-Martin

- 2001 : Ladies Night de Anthony McCarten, Stephen Sinclair et Jacques Collard, mise en scène de Jean-Pierre Dravel et Olivier Macé, Théâtre Rive Gauche
  - Joyeuses Pâques de Jean Poiret, mise en scène Bernard Murat, Théâtre des Variétés
  - Monsieur chasse ! de Georges Feydeau, mise en scène Jean-Luc Moreau, Théâtre du Palais-Royal
  - Le Squat de Jean-Marie Chevret, mise en scène Jean-Pierre Dravel, Théâtre Rive Gauche, Théâtre de la Madeleine

- 2002 : Théâtre sans animaux, mise en scène Jean-Michel Ribes, Théâtre Tristan Bernard
  - Le Dindon de Georges Feydeau, mise en scène Francis Perrin, Théâtre des Bouffes-Parisiens
  - Impair et père de Ray Cooney, mise en scène Jean-Luc Moreau, Théâtre de la Michodière
  - Madame Doubtfire, mise en scène Daniel Roussel, Théâtre de Paris

### Molière de la pièce comique
- 2009 : Cochons d'Inde de Sébastien Thiéry, mise en scène Anne Bourgeois, Théâtre Hébertot
  - Chat et Souris de Ray Cooney, mise en scène Jean-Luc Moreau, Théâtre de la Michodière
  - Le Comique de Pierre Palmade, mise en scène Alex Lutz, Théâtre Fontaine
  - Les Deux Canards de Tristan Bernard et Alfred Athis, mise en scène Alain Sachs, Théâtre Antoine

- 2010 : Les 39 marches de John Buchan et Alfred Hitchcock, mise en scène Éric Métayer, Théâtre La Bruyère
  - La Cage aux Folles de Jean Poiret, mise en scène Didier Caron, Théâtre de la Porte-Saint-Martin
  - Miam Miam d'Édouard Baer, mise en scène de l'auteur, Théâtre Marigny
  - Mission Florimont de Sacha Danino, mise en scène Sébastien Azzopardi, Théâtre Tristan-Bernard
  - Thé à la menthe ou t'es citron ? de Danielle Navarro-Haudecoeur et Patrick Haudecœur, mise en scène Patrick Haudecœur, Théâtre Fontaine

- 2011 : Thé à la menthe ou t'es citron ? de Danielle Navarro-Haudecœur et Patrick Haudecœur, mise en scène Patrick Haudecœur, Théâtre Fontaine
  - Le Gai Mariage de Gérard Bitton et Michel Munz, mise en scène José Paul et Agnès Boury, Théâtre des Nouveautés
  - Le Prénom de Matthieu Delaporte et Alexandre de la Patellière, mise en scène Bernard Murat, Théâtre Edouard VII
  - Le Technicien de Éric Assous, mise en scène Jean-Luc Moreau, Théâtre du Palais-Royal

### Molière de la comédie
- 2014 : Dernier coup de ciseaux de Marilyn Abrams et Bruce Jordan, mise en scène Sébastien Azzopardi, théâtre des Mathurins
  - Le Fils du Comique de Pierre Palmade, mise en scène Agnès Boury, théâtre Saint-Georges
  - Hier est un autre jour ! de Sylvain Meyniac et Jean-François Cros, mise en scène Éric Civanyan, théâtre des Bouffes-Parisiens
  - Nina d’André Roussin, mise en scène Bernard Murat, théâtre Édouard VII

- 2015 : Des gens intelligents de Marc Fayet, mise en scène José Paul, théâtre de Paris - Salle Réjane
  - Cher trésor de Francis Veber, mise en scène de l'auteur, théâtre des Nouveautés
  - On ne se mentira jamais ! d'Éric Assous, mise en scène Jean-‐Luc Moreau, théâtre La Bruyère
  - Un dîner d'adieu d'Alexandre de la Patellière et Matthieu Delaporte, mise en scène Bernard Murat, théâtre Édouard VII

- 2016 : Les Faux British de Henry Lewis (en), Jonathan Sayer et Henry Shields, adaptation Gwen Aduh et Miren Pradier, mise en scène Gwen Aduh, théâtre Tristan-Bernard
  - Fleur de cactus de Pierre Barillet et Jean-Pierre Gredy, mise en scène Michel Fau, théâtre Antoine
  - Maris et Femmes de Woody Allen, adaptation théâtrale Christian Siméon, mise en scène Stéphane Hillel, théâtre de Paris
  - Momo de Sébastien Thiéry, mise en scène Ladislas Chollat, théâtre de Paris

- 2017 : Bigre de Pierre Guillois, Agathe L'Huillier, Olivier Martin-Salvan, mise en scène Pierre Guillois, théâtre Tristan-Bernard
  - Edmond d'Alexis Michalik, mise en scène Alexis Michalik, théâtre du Palais-Royal
  - La Garçonnière de Billy Wilder et I.A.L. Diamond, adaptation Gérald Sibleyras, Judith Elmaleh, mise en scène José Paul, théâtre de Paris
  - Silence, on tourne ! de Patrick Haudecœur et Gérald Sibleyras, mise en scène Patrick Haudecœur, théâtre Fontaine
- 2018 : Le Gros Diamant du Prince Ludwig, de Henry Lewis (en), Jonathan Sayer et Henry Shields, adaptation Gwen Aduh et Miren Pradier, mise en scène Gwen Aduh, théâtre du Gymnase
  - C'est encore mieux l’après-midi, de Ray Cooney, adaptation Jean Poiret, mise en scène José Paul, théâtre des Nouveautés
  - Deux mensonges et une vérité, de Sébastien Blanc et Nicolas Poiret, mise en scène Jean-Luc Moreau, théâtre Rive Gauche
  - Ramses II, de Sébastien Thiéry, mise en scène Stéphane Hillel, théâtre des Bouffes-Parisiens

- 2019 : La Dégustation d'Ivan Calbérac, mise en scène Ivan Calbérac, théâtre de la Renaissance (Paris)
  - Le Canard à l'orange de William Douglas Home, adaptation Marc-Gilbert Sauvajon, mise en scène Nicolas Briançon, théâtre de la Michodière
  - Fric-Frac d'Édouard Bourdet, mise en scène Michel Fau, théâtre de Paris
  - Le Prénom de Matthieu Delaporte et Alexandre de la Patellière, mise en scène Bernard Murat, théâtre Édouard-VII

- 2020 : La Vie trépidante de Brigitte Tornade de Camille Kohler, mise en scène Eléonore Joncquez, Théâtre Tristan-Bernard
  - Deux Euros vingt de Marc Fayet, mise en scène José Paul, Théâtre Rive Gauche
  - J’ai envie de toi de Sébastien Castro, mise en scène José Paul, Théâtre Fontaine
  - Père ou Fils de Clément Michel, mise en scène David Roussel et Arthur Jugnot, Théâtre de la Renaissance

- 2022 : Berlin Berlin de Patrick Haudecoeur et Gérald Sibleyras, mise en scène de José Paul, Théâtre Fontaine
  - Chers parents d’Armelle Patron et Emmanuel Patron, mise en scène d’Anne Dupagne et Armelle Patron, Théâtre de Paris – Salle Réjane
  - L’Embarras du choix de Sébastien Azzopardi et Sacha Danino, mise en scène de Sébastien Azzopardi, Théâtre Michel et Théâtre de la Gaîté Montparnasse
  - Fallait pas le dire ! de Salomé Lelouch, mise en scène Ludivine de Chastenet et Salomé Lelouch, Théâtre de la Renaissance

- 2023 : Une idée géniale de Sébastien Castro, mise en scène Agnès Boury et José Paul - Théâtre Michel
  - Lorsque l'enfant parait d'André Roussin, mise en scène Michel Fau - Théâtre de la Michodière
  - No Limit de Robin Goupil, mise en scène Robin Goupil - Théâtre des Béliers parisiens et Théâtre de la Tour Eiffel
  - Le Retour de Richard 3 par le train de 9h24 de Gilles Dyrek d'après Éric Bu, mise en scène Eric Bu - Théâtre La Bruyère

- 2024 : C’est pas facile d’être heureux quand on va mal de Rudy Milstein'
  - Ferme bien ta gueule de Julien Ratel
  - Mondial Placard de Côme de Bellescize
  - Vidéo Club de Sébastien Thiéry

- 2025 : The Loop de Robin Goupil, mise en scène Robin Goupil, Théâtre des Béliers parisiens
  - Je m’appelle Georges… et vous ? de Gilles Dyrek, mise en scène Eric Bu, Théâtre Actuel La Bruyère
  - Mon Jour de chance de Patrick Haudecoeur et Gérald Sibleyras, mise en scène José Paul, Théâtre Fontaine
  - La Valse des pingouins de Patrick Haudecoeur, mise en scène Patrick Haudecoeur, Théâtre des Nouveautés